# Prince Andrew School (St. Helena)
Die Prince Andrew School ist die einzige weiterführende Schule auf St. Helena, der Hauptinseln des Britischen Überseegebiets St. Helena, Ascension und Tristan da Cunha im Atlantik. Sie liegt auf dem Francis Plain im Distrikt St. Paul’s.
Die Schule wurde am 5. Juni 1989 eröffnet und ist nach Andrew, Duke of York benannt.